# Doomed Megalopolis
Doomed Megalopolis (帝都物語 Teitō Monogatari?), conocida en España como Doomed Megalopolis: La ciudad endemoniada, es una serie de anime japonesa, adaptada de la novela de fantasía de Hiroshi Aramata Teito Monogatari. Al igual que la adaptación cinematográfica que le precede, Tokyo: The Last Megalopolis, el anime solo cubre los primeros cuatro libros de la novela original. En dicho contexto, podría ser considerado el remake de la película, pero añadiendo un final nuevo y diferente al de la novela.
Fue producido por Toei en 1991 como OVA de cuatro partes. En 1995, ADV Films consiguió los derechos al anime y los vendió en Estados Unidos y Europa, bajo el nombre de Doomed Megalopolis. Fue distribuida en España en formato VHS por Manga Films. En 2001, ADV volvió a lanzar la serie en una edición especial en DVD, y otra más en 2003, llamada Doomed Megalopolis: Special Edition, que contenía entrevistas y documentales sobre la historia.

## Argumento

### Episodio 1: La ciudad endemoniada
La historia comienza en el Tokio contemporáneo, mientras se narra cómo Taira no Masakado se rebeló contra el emperador y fue ejecutado por sus crímenes. Sin embargo, su odio por la nueva capital de Edo le convirtió en un destructivo onryō, cuya ira fue calmada por la adoración de los ciudadanos de Tokio, convirtiéndose en el espíritu guardián de la ciudad. Si fuera despertado, la furia de Masakada destruiría Tokio y la mayor parte de Japón.
Más tarde, en 1908, un gran maestro de onmyōdō llamado Yasumasa Hirai, descendiente de Abe no Seimei y líder del clan Tsuchimikado, llega desde Kyoto para visitar al barón Eiichi Shibusawa a fin de instruirle en la naturaleza espiritual del terreno de Tokio, para así poder convertirla en la ciudad más próspera de Oriente. Al mismo tiempo, hace su aparición un malvado onmyoji inmortal llamado Yasunori Katō, también descendiente de Seimei, y cuya intención es despertar a Masakado para demoler la ciudad. Después de un breve enfrentamiento con Hirai y su discípulo Kamo, Yasunori atrae a una joven con poderes espirituales llamada Yukari Tatsumiya para usarla como catalizador del espíritu de Masakado. Kato embosca a la chica en los jardines de un templo e introduce en su cuerpo un espíritu fukucuhu-mushi para controlarla. Con Yukari bajo su voluntad, Kato intenta llevársela por un río, pero los shikigami del clan Tsuchimikado lo encuentran y Hirai llega para batallar con él. Kato huye, y un paseante, Koda Rohan, encuentra a Yukari, quien gracias a la pérdida del poder de Kato se encuentra vomitando el monstruoso fukuchu-mushi. Yasumasa y Rohan llevan a Yukari al templo del clan Tsuchimikado, donde se reúnen con Yoichiro -el hermano de Yukari- y su amigo Junichi Narutaki, y llevan a cabo una ceremonia monoimi para purificarla y así apartarla para siempre de la influencia de Kato. Los shikigami de Kato atacan el templo, siendo rechazados por los cultistas de Hirai; sin embargo, sin conocimiento de todos ellos, la enfermera que atiende a Yukari se revela como otro espíritu fukuchu-mushi sirviente de Kato, mucho más poderoso que el anterior, y causa el caos en el interior del templo, interrumpiendo la ceremonia. Yasunori captura a Yukari y se dispone a llevársela, y Yasumasa arroja contra él una flecha sagrada (hamaya) para intentar detenerlo, pero Yasunori la revierte contra él y hiere a Hirai. Finalmente, Kato escapa con Yukari.

### Episodio 2: El desastre
Kato intenta usar el poder de Yukari para despertar a Masakado, pero el espíritu se niega a ser invocado. Como último recurso, Kato infunde sus energías oscuras en Yukari para dejarla embarazada y producir un descendiente con aún más poder espiritual que ella, y usarlo así para invocar forzosamente a Masakado. Yasunori abandona entonces la ciudad, y los cultistas de Hirai encuentran a la joven, llevándola de vuelta. Inadvertidamente, Yoichiro enloquece momentáneamente y viola a su hermana en un acto de incesto. El emperador Meiji fallece, terminando el período Meiji, y Hirai realiza seppuku para adivinar el año de la destrucción de Tokio: el año del cerdo.
Diez años después, en 1923, Kato envía terremotos creados por él desde Dalian, en China, y vuelve a Japón para secuestrar a Yukiko Tatsumiya, la hija de Yukari. Su primer intento de capturarla es interrumpido por Kamo, lo que pone sobre aviso al clan Tsuchimikado. Al intentar llegar hasta ella, Yasunori es detenido por Kamo y Rohan, y un hechizo Kimon Tonko se despliega para detener al onmyoji, que queda aprisionado dentro. Kato invoca a sus shikigami para encontrar la salida, mientras que Kamo realiza kuji-kiri para desorientarlos, aprisionando finalmente a Kato. Sin embargo, dado que Yukiko también ha quedado atrapada eternamente con Kato, Rohan y Narutaki confrontan a Kamo, quien está dispuesto a sacrificar a la niña con tal de neutralizar a Yasunori, y rompen el sello del conjuro y Kato y Yukiko son liberados. Sin más alternativas, Kamo se enfrenta a Kato, pero Yasunori acaba con él de manera cruenta. Habiendo superado todos sus obstáculos, Kato lleva a Yukiko a la tumba de Masakado y trata de despertar al espíritu, pero de nuevo Masakado se niega, y su sombra aparece en el lugar para encarar a Kato. Furioso al no poder manipularle, y herido por el wakizashi mágico de Kamo, Kato intenta invocar a Masakado forzosamente, pero éste responde fulminando al onmyoji con un rayo. Las consecuencias del ritual dan lugar al gran terremoto de Kantō de 1923.

### Episodio 3: El despertar del dragón
En 1927, Tokio está siendo reconstruido. Noritsugu Hayakawa planea construir un metro subterráneo para modernizar la ciudad, y contrata para ello a Torahiko Terada para supervisar la construcción. Pero Kato comienza a utilizar feng shui para producir un terremoto todavía más violento que el anterior. Las obras del metro son detenidas por ilusiones demoníacas en su interior, por lo que Shibusawa trae a un experto en feng shui, Shigemaru Kuroda, el cual analiza la situación y encuentra un desequilibrio energético en el terreno. Como los trabajadores no pueden acceder al lugar, Terada toma una nueva dirección en sus planes y recluta la ayuda del doctor Makoto Nishimura para utilizar su enorme robot Gakutensoku para finalizar la construcción. Entre tanto, una miko llamada Keiko Mekata es contactada por el espíritu de Masakado para detener a Kato.
Con el tiempo, Keiko se casa con Yoichiro Tatsumiya, dando así protección espiritual a toda la familia. Kato posee a Yukari e intenta asesinar a Yukiko, pero los poderes espirituales innatos de esta despiertan y lo impiden, revelando a Keiko el don de la niña. Al mismo tiempo, dado que el espíritu de Masakado está compensando los efectos sísmicos de Kato, éste cambia su plan, decidiendo secuestrar a Yukiko y usarla como un sacrificio y amplificar el desequilibrio. Keiko frustra su primer intento de secuestrarla con shikigami, por lo que el onmyoji cambia de estrategia y ataca la casa Tatsumiya con un gigantesco espíritu, siendo detenido por el poder de Keiko. Finalmente, consigue huir con Yukiko tras una distracción de la sacerdotisa, y esta les persigue. Kato llega hasta la vena de energía subterránea, donde los tres penetran; allí Yasunori ofrece a Yukiko en sacrificio al dragón subterráneo para finalizar su plan, y Keiko, desposeída de su poder por el aura del lugar, le confronta, mientras Yukiko empieza a ser abosrbida por la vena. Al mismo tiempo, Terada y Kuroda penetran en el lugar a bordo de Gakutensoku; mientras Shigemaru combate a los shikigami de Kato, Terada autodestruye el robot y disipa la energía de la vena. Como consecuencia, Keiko se ve librada de la restricción y utiliza su poder para expulsar a Kato. Poco después, Kuroda y Terada vuelven al metro, donde anuncian que la construcción seguirá, y Keiko rescata a Yukiko, sana y salva.

### Episodio 4: El desafío final
Derrotado por Keiko, Kato se ha retirado a un templo en ruinas en las afueras de Tokio. El hechicero posee a Yukari para emplear el poder innato de Yukiko, y emplea todo su propio poder para influir en la órbita de la luna y acercarla a la Tierra con el objetivo de que esto despierte al Dragón del Cielo y cause una catástrofe. Entre tanto, Kuroda se reúne con Keiko y se percatan de los planes de Kato. Al enterarse de todo lo que ha ocurrido, Yoichiro enloquece de nuevo e intenta matar a Yukari y Yukiko, pero es detenido por Rohan y Narutaki; es ahí cuando se revela que Yukiko es realmente la hija de Yukari, y que los poderes de esta despertaron cuando Yoichiro intentó asesinarla (o violarla) cuando eran niños. Posteriormente, Keiko recibe ayuda espiritual de Masakado bajo la forma de un dios equino y lucha con los shikigami de Yasunori para intentar llegar hasta él, mientras Kuroda y el espíritu de Masakado detienen la luna antes de que entre en la órbita terrestre. Con sus planes frustrados una vez más, Kato confronta a Keiko en el templo y la tienta a ceder al odio para convertirla a su causa, pero la sacerdotisa se libera de sus emociones negativas para canalizar el poder del bodhisattva Kannon, la diosa de la piedad. Los shikigami de Kato se convierten en gohō dōji gracias al poder de Kannon y escapan del control del hechicero, y éste contempla aterrorizado como su poder es anulado. Finalmente, Keiko abraza al atormentado Kato y le besa, usando el poder de la piedad para contrarrestar el odio de la maldición que movía a Yasunori y purificando al onmyoji. Con sus naturalezas anulándose mutuamente, ambos desaparecen en una explosión de luz, y el hechizo de Kato se rompe. La historia termina en 1927 con la inauguración del primer metro de Tokio, mientras Koda Rohan declara que con ello, Tokio encontrará la paz algún día.

## Personajes
Yasunori Katō
Seiyū: Kyusaku Shimada
Kato es un malvado onmyōdō inmortal que planea la destrucción de Tokio para derribar al imperio de Japón y vengar a las gentes que fueron masacradas por él en la antigüedad, cuyo odio sobrenatural alimenta sus poderes. Su primer plan consiste en invocar a Taira no Masakado, el dios guardián de la ciudad, para despertar su ira y que destruya la megalópolis, para lo cual secuestra a Yukari Tatsumiya.
Keiko Mekata / Keiko Tatsumiya
Seiyū: Yoko Asagami
Keiko es una miko llamada por Masakado para frustrar los planes de Kato. Sabia y poderosa, posee poderes místicos concedidos por Masakado para combatir a sus enemigos, y puede canalizar en su cuerpo el poder de Kannon, la diosa suprema de la piedad. Contrate matrimonio con Yoichiro Tatsumiya para brindar protección a su familia y salvarles de la amenaza de Kato.
Yoichiro Tatsumiya
Seiyū: Kaneto Shiozawa
Un funcionario del gobierno de Japón que trabaja en el proyecto de ampliación de la ciudad. Yoichiro es una persona fría, introvertida y con relaciones distantes, y alberga en su interior una complicada mezcla de emociones hacia su hermana.
Yukari Tatsumiya
Seiyū: Keiko Han
Yukari es la hermana de Yoichiro, una joven dotada sin saberlo de poder espiritual. Es atacada y controlada mentalmente por Kato para usarla como médium para despertar a Masakado, pero el plan falla al ser rechazado por el espíritu. Yukari queda tramatizada por los eventos y tiene una hija llamada Yukiko, que es creída hasta entonces producto de Kato, y no es sino la descendencia incestuosa de su hermano Yoichiro.
Yukiko Tatsumiya
Seiyū: Reina Ito
La hija de Yukari, concebida tras una violación por parte de Yoichiro.
Junichi Narutaki
Seiyū: Kōichi Yamadera
Narutaki es un joven profesor de escuela, íntimo amigo de la familia Tatsumiya. Está enamorado desde hace tiempo de Yukari, hecho que es conocido por ella, e intenta protegerla contra Kato.
Koda Rohan
Seiyū: Yūsaku Yara
Koda Rohan es un prestigioso escritor, conocido de Narutaki y Hirai. Enérgico y abnegado, se consagra devotamente a la defensa de la familia Tatsumiya cuando se entera de las intenciones de Kato, y no duda en sacrificarlo todo por ayudarles. Es especialmente hábil con el wakizashi.
Yasumasa Hirai
Seiyū: Goro Naya
Hirai es el anciano y sabio dirigente del clan Tsuchimikado, la suprema orden de practicantes de onmyōdō del imperio de Japón. Viaja a Tokio para advertir a Shibusawa de los peligros espirituales que acechan a Tokio, y tras descubrir los planes de Yasunori Kato, se convierte en su férreo oponente, pero el malvado hechicero oculta secretos que no puede imaginar.
Kamo
Seiyū: Ken Yamaguchi
El líder de la rama de Tokio del clan Tsuchimikado, un joven e impulsivo onmyōdō que se convierte en aprendiz de Hirai. Fanáticamente leal a los intereses del imperio de Japón, Kamo está dispuesto a recurrir a todos los medios posibles para detener la destrucción de Tokio.
Shigemaru Kuroda
Seiyū: Ken'ichi Ogata
Kuroda es un experto en feng shui llamado por Shibusawa para solucionar los extraños problemas que interrumpen la construcción del metro de Tokio. Shigemaru es un profundo conocedor de varias formas de magia espiritual, y pasa a ser el principal aliado de Keiko en su lucha contra Kato.
Eiichi Shibusawa
Seiyū: Osamu Saka
El director del proyecto de expansión de Tokio, una ambiciosa iniciativa para convertir Tokio en una ciudad más rica, próspera y sagrada.
Torahiko Terada
Seiyū: Naoki Tatsuta
Físico y escritor, Terada es un miembro del proyecto de expansión de Tokio, contratado por Hayakawa como cabeza del proyecto de metro de Tokio. Terada es un inteligente y entusiasta científico que pronto se da cuenta del peligro que se cierne sobre la megalópolis.
Noritsugu Hayakawa
Seiyū: Takaya Hashi
Hayakawa es el director del proyecto de construcción del metro de Tokio.
Kyoka Izumi
Seiyū: Ryōtarō Okiayu
Izumi es un escritor japonés con gran conocimiento en materias ocultas. Toma un rol de adivino y advierte a Keiko de la lucha de poderes que tendrá lugar.
Ogai Mori
Seiyū: Shigezo Sasaoka
Médico de renombre, Mori es un amigo de Rohan que es llamado para examinar a Yukari Tatsumiya tras los ataques de Kato.
Junkichi Amano
Seiyū: Koichi Kitamura
El director del observatorio de Tokio.
Makoto Nishimura
Seiyū: Kan Tokumaru
Nishimura es el famoso biólogo de Japón que inventó el primer robot funcional de Japón, Gakutensoku. Nishimura usa el robot como herramienta para ayudar en la construcción del metro de la ciudad, algo que Kato ve como una interferencia a sus proyectos.

## Diferencias con la película
Aunque Doomed Megalopolis cubre los mismos eventos que la película Tokyo: The Last Megalopolis, existen diferencias sustanciales en cómo éstos son retratados. Gran parte de los contenidos de la tercera y la cuarta OVA son completamente original, y en la novela, Kato no es derrotado y la historia no termina ahí.
- Yoichiro Tatsumiya es un personaje más simpático en la película. En el anime, Yoichiro es un sujeto perpetuamente negativo y huraño, adicto al trabajo y con una problemática relación con su hermana.
- En el anime Hirai explica que Kato quiere usar a Yukari Tatsumiya por su gran energía espiritual, pero en la película se debe a que ella y Yoichiro son los últimos descendientes de Masakado. En este aspecto el anime es más fiel a la novela que la película.
- En el anime la razón por la que Kato espera diez años antes de atacar de nuevo es porque espera usar a Yukiko cuando haya crecido. En la película lo hace porque se encuentra trazando planes con la sociedad del Loto Blanco en China.
- En el anime Kato introduce dos espíritus kodoku en Yukari: el primero por él mismo, que sale del cuerpo de la muchacha al debilitarse la influencia de Kato y es destruido por Hirai en el río; y el segundo por la enfermera del doctor Ogai Mori, la cual está poseída por otro kodoku, y cuya expulsión no se muestra. En la película, solo introduce el segundo. Los kodoku mostrados, que en el anime adoptan la forma de un globo ocular cuando son introducidos, cambian de forma al abandonar el cuerpo de Yukari: en el anime lo hace bajo la forma de una grotesco y enorme gusano verde con tentáculos y una cabeza con forma de falo, mientras que en la película es un insecto con largas patas y cubierto de gelatina.
- La enfermera poseída por un kodoku arácnido que facilita la entrada de Kato en el templo Tsuchimikado no existe en la película. Kato entra en él gracias a que su sirviente Hong Feng lanza sus shikigami adentro desde el tejado.
- El encuentro entre Hirai y Kato en las vías del tren, así como su batalla a orillas del río, solo tienen lugar en el anime. Los dos onmyōji nunca se enfrentan directamente en la novela ni en la película. De la misma manera, en la película Hirai es más poderoso que Kato y éste le teme, mientras que en el anime los poderes de ambos parecen estar igualados.
- Kamo (cuyo nombre está inspirado en Kamo no Yasunori) no existe en la película ni en la novela. Koda Rohan es el que lleva a cabo todas sus acciones en ambas versiones. Por ello, nadie muere en la batalla contra Kato ante la tumba de Masakado.
- Yasumasa Hirai parece mucho más viejo en el anime que en la película.
- Junichi Narutaki tiene mucho más protagonismo en el anime que en la película.
- En el anime Shigemaru Kuroda posee poderes espirituales, y no interactúa con Keiko hasta mucho más tarde que en la película.
- En el anime Gakutensoku está armado con taladros y acaba con algunos shikigami antes de llegar a su destino, mientras que en la película no. Así mismo, en el anime, Makoto Nishimura se muestra ansioso por colaborar con Terada, mientras que en la película se muestra reticiente a usar a Gakutensoku y solo cede después de ser convencido por su hija Azusa, la cual no aparece en el anime.